# Stadionul Dacia (Orăștie)
Stadionul Dacia din Orăștie este un stadion construit în anul 1954 pe care juca echipa Dacia Orăștie.
Construcția stadionului "Dacia" debutează în anul 1954, stadionul fiind prevăzut cu o singură tribună, de lemn, cu o capacitate totală de 1000 de locuri, pe acest stadion, în anii de glorie a „Daciei”, au evoluat echipe de primă ligă precum : „Dinamo București”, „Poli Timișoara”, „UTA Arad”, „Poli Iași”, „Jiul Petroșani”, „Corvinul Hunedoara” (Michael Klein, Mircea Lucescu, Mircea Rednic, Ioan Andone).